# Akrotelm
Akrotelm – górna, powierzchniowa, żywa i aktywna warstwa torfowiska w dwuwarstwowym modelu torfowisk Iwanova (1953 r.), o głębokości do 0,5 m, złożona z żywych roślin, poziom torfotwórczy torfowiska. Odznacza się zmienną zawartością wody, dużą przepuszczalnością wodną, okresowym napowietrzeniem i dużą aktywnością mikrobiologiczną. W warstwie tej następuje bioakumulacja – tworzenie torfu. Proces mikrobiologicznego rozkładu obumarłej masy roślinnej zachodzi z udziałem bakterii tlenowych i grzybów, znacznie mniejsze znaczenie mają tu bakterie beztlenowe (przede wszystkim w czasie okresowego podwyższenia poziomu wody). Poniżej akrotelmu znajduje się katotelm.